# ウェーブスプリング

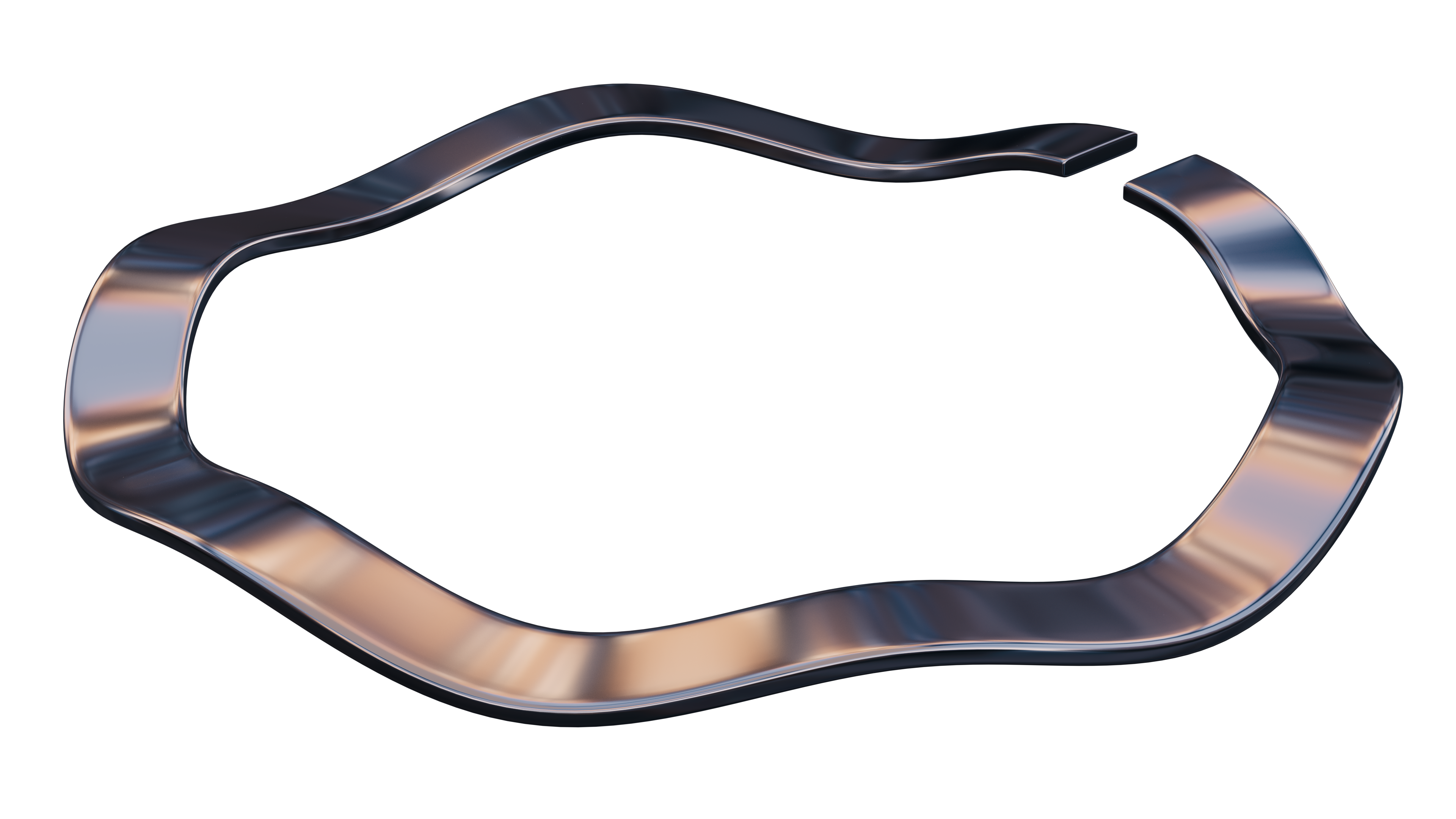
単巻型ウェーブスプリング

ウェーブスプリング（英: Wave spring, コイルウェーブスプリングとも）は、ばねの一種。板状鋼線をらせん状に巻きながら波を加えることで完成する。丸状鋼線をらせん状に巻いて作るコイルばね、もしくは皿ばねの代替品として使用が見られる。

## 特徴
ウェーブスプリングには以下の特徴がある。
- コイルばねよりも最大で50%作業高さを縮小できる。その結果、製品全体の軽量化が実現できる。
- ウェーブスプリングにかかる荷重を100%吸収・伝達する。
- 皿ばねや波形座金（ウェーブワッシャーとも）のように、積み重ねて使用する必要がない。
- 鋼線のサイズや波数、波高さ、巻数などの要素を変えるだけで、幅広い荷重要件を満たすことが出来る。
- 一本の板状鋼線から製造するため、金型を設計する必要がない。

## 種類
ウェーブスプリングは、単巻型と多重巻型の2種類が存在する。

### 単巻型ウェーブスプリング
たわみが小さく、軽荷重用途に使用される。間隙タイプと重複タイプがある。荷重要件に応じ、波数、板厚を変えることで対応が可能。

### 多重巻型ウェーブスプリング
たわみが大きく、ばね定数が小さい用途に使用される。コイルばねに比べ、作業高さを最大で50%節約できる。シム有りタイプとシム無しタイプがある。幅広い荷重要件に対応している。

## 材質
- 炭素鋼（標準的な材質）
- ステンレス鋼（耐食性に優れ、高応力、高疲労用製品に最適）
- ベリリウム銅合金（伝導性があり、耐食性に優れ、海辺の空気、海水と接する石油掘削事業に最適）[3][4]

## 表面処理
- オイル処理（保存期間の延長。炭素鋼製のみ可）
- 不動態処理（遊離鉄を除去。選択腐食を防ぐ。ステンレス鋼製のみ可）

## 主な製造業者
- 日本ステンレススプリング株式会社
- 京浜金属工業株式会社
- 株式会社MAENI（旧松村綱機株式会社）
- 三菱製鋼株式会社
- Rotor Clip Company, Inc
- 特殊発條興業株式会社